# Antropomorfisme
Antropomorfisme is het toekennen van menselijke eigenschappen aan niet-menselijke wezens of voorwerpen: het tonen of behandelen van andere dieren, goden en voorwerpen alsof ze menselijk zijn qua uiterlijk, karakter of gedrag. Het is een samenstelling van de Griekse woorden voor mens (ἄνθρωπος / ánthrōpos) en gedaante (μορφή / morphē): van menselijke gedaante. In de moderne wetenschap wordt er meestal van uitgegaan dat deze manier van denken onjuist is.
Voorbeelden van antropomorfisch gekleurd taalgebruik zijn: het edele paard, de dappere wolf, de ongenaakbare Mount Everest.

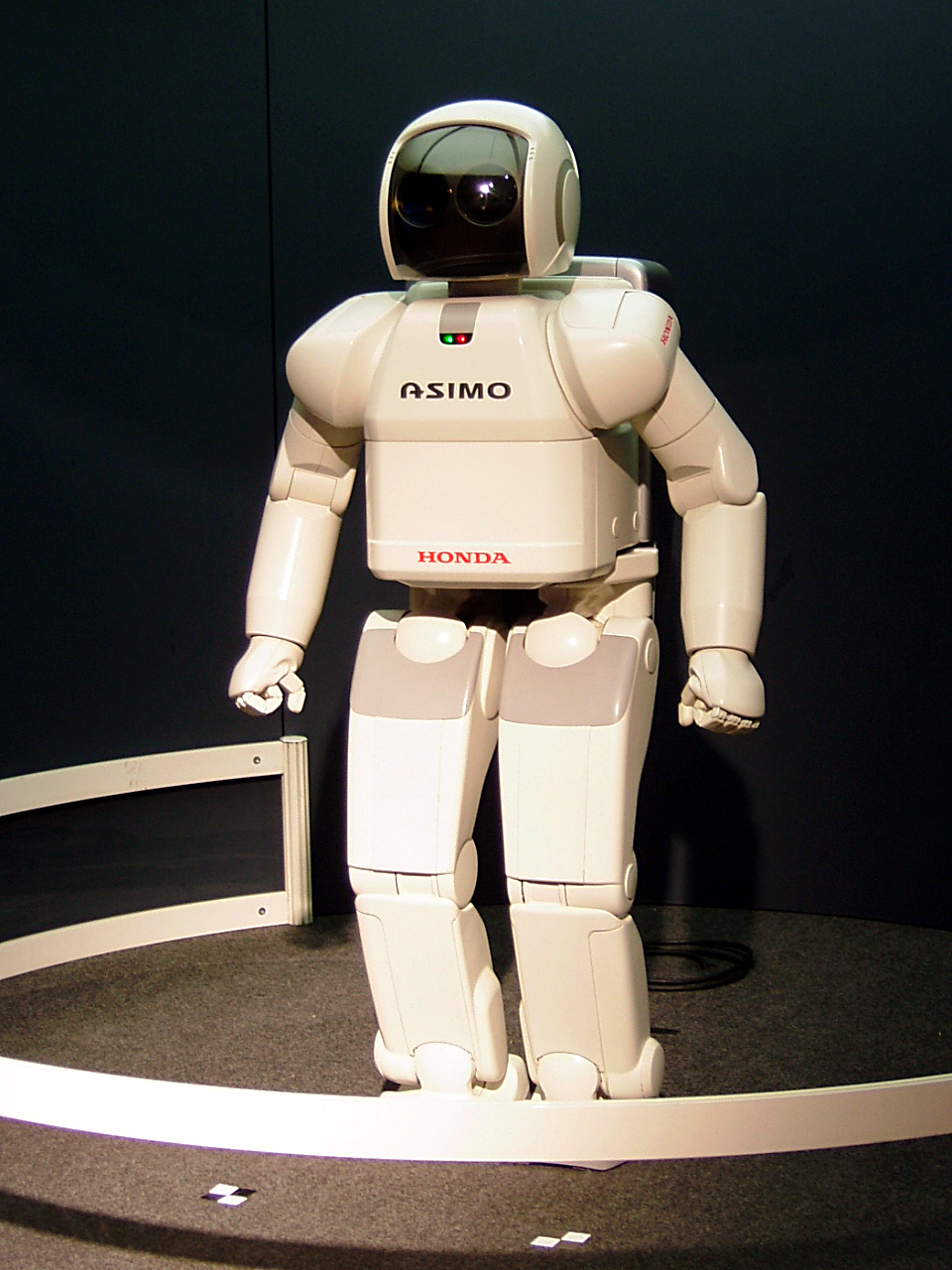
De humanoïde robot ASIMO lijkt op een astronaut

## Stripverhalen en tekenfilms
Ook in strips, tekenfilms en advertenties worden met name dieren (soms ook planten en andere voorwerpen) vaak sterk geantropomorfiseerd. Ze praten en denken geheel als mensen en dragen vaak ook mensenkleren. Voorbeelden van dergelijke strips zijn De avonturen van Tom Poes (van Marten Toonder), de Spaanse stripreeks Blacksad  en de vele strips en tekenfilms van Disney rond centrale figuren als Donald Duck en Mickey Mouse. In de eerste twee verhalen uit de Belgische stripreeks Chick Bill waren de personages ook antropomorfe dieren, waarna ze werden omgevormd tot normale mensen.

## Levensbeschouwelijk antropomorfisme
Ook binnen de theologie komt antropomorfisme voor. Over God of goden kan ook gedacht worden alsof deze kenmerken hebben die op die van mensen lijken. In de Griekse mythologie vertoonden goden bijvoorbeeld zeer menselijke trekken en ook zagen ze er grotendeels uit als mensen.
In de esoterie en theosofie wordt ervan uitgegaan dat iedere aanduiding, woord of gedachte over het onnoembare antropomorfisch denken is. Daarom wordt daar niet over God gesproken zoals in de theologie, maar over goddelijke wezens, vergelijkbaar zoals in de Griekse mythologie, maar dan worden eigenlijk bewust aspecten van de mens zelf beschreven. Bijvoorbeeld de god Eros als de begeerte naar schoonheid (zie Plato) en niet als antropomorfe godheid.

## Veranderende opvattingen
In het denken over dierenwelzijn is de algemene westerse gedachte verschoven van het idee dat dieren ondergeschikt zijn aan de mens naar het idee dat mens en dier gelijkwaardig zijn aan elkaar, ofwel een evolutie van antropocentrisme vanuit de christelijke ethiek naar antropomorfisme.